# Fritillaria tubiformis
Fritillaria tubiformis är en liljeväxtart som beskrevs av Jean Charles Marie Grenier och Dominique Alexandre Godron. Fritillaria tubiformis ingår i Klockliljesläktet och i familjen liljeväxter.

## Underarter
Arten delas in i följande underarter:
- F. t. moggridgei
- F. t. tubiformis

## Bildgalleri

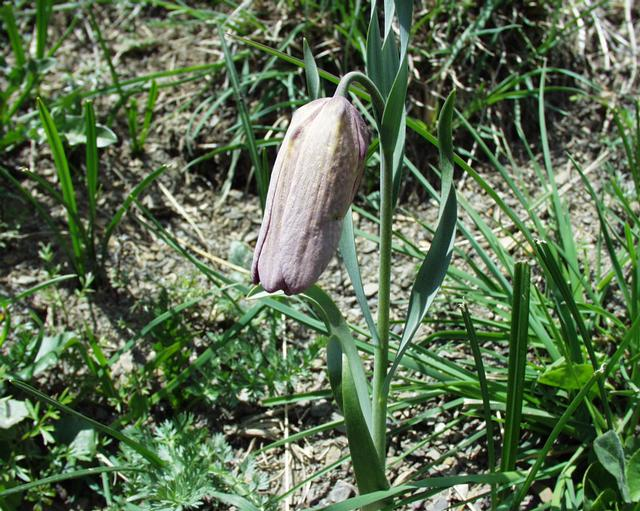
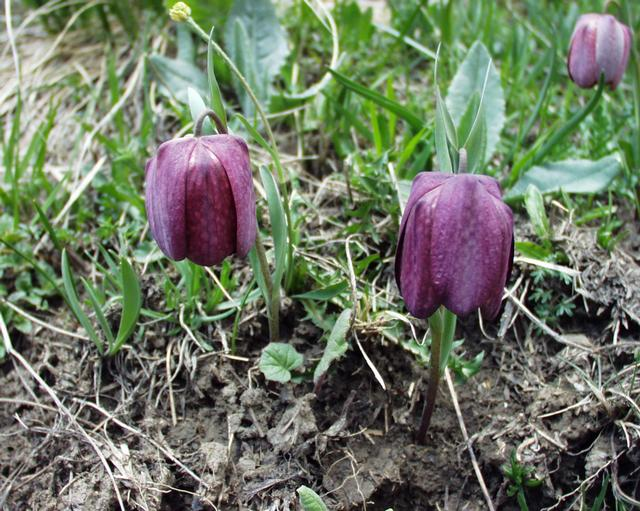
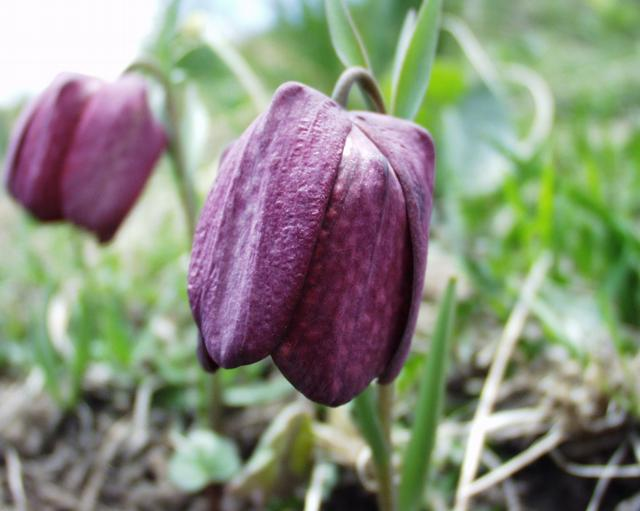
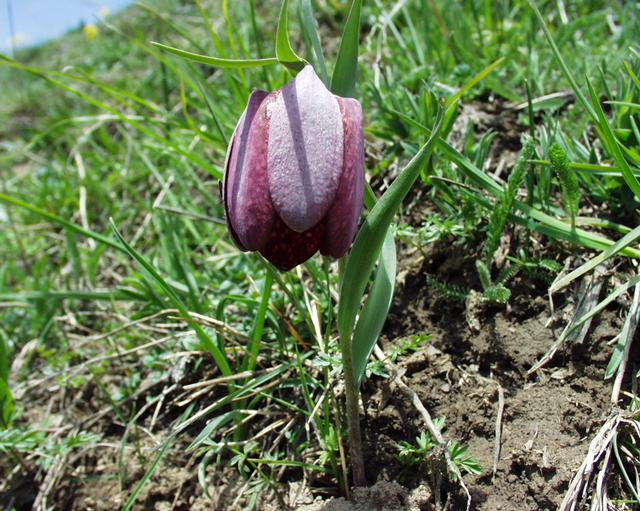
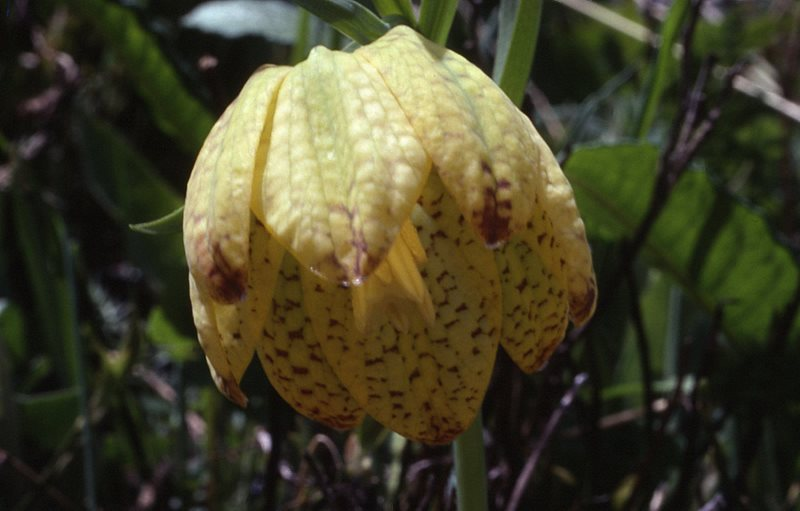